# 7,65×25 мм Borchardt
Набій 7,65×25 мм Borchardt був розроблений Гуґо Борхардтом для використання у його пістолеті Borchardt C—93. Це був перший безфланцевий пістолетний набій.

## Історія і розробка
Безфланцевий, з пляшкоподібною гільзою під бездимний порох, набій 7,65×25 мм Borchardt був переробкою набою 8 мм який використовували у 1888 у гвинтівці зразка M/88, зменшений до розміру який підходив би до пістолету. Георг Люгер також стверджував, що вплинув на конструкцію пістолетного набою Борхардта.
Брати Фідерлі (Фідель, Фридрих та Джозеф) використали набій Борхардта при створенні пістолета Mauser C96. Набій Борхардта став основою набою 7,63×25 мм Mauser, який був таким же за параметрами, але споряджався більш потужним зарядом пороху. За розмірами, набій Борхардта також став основою для набою 7,62 × 25 мм ТТ, який походив від набою Маузера, але мав ще потужніший метальний заряд.
Набій 7,65×25 мм Borchardt також став основою для набоїв 7,65×21 мм Парабеллум та 9×19 мм Парабелум які були розроблені для пістолета Люгера. Коротша гільза набою 7,65×21 мм Парабеллум дозволила покращити пістолет Люгера, включаючи короткий хід колінно—важільного механізму і менше руків'я.  Тієї ж довжини притримувалися при створенні набою 9×19 мм Парабеллум.
Набої 7,65×25 мм Borchardt виробляли на заводах DWM у Німеччині, Eley Brothers та Kynoch у Великій Британії та Remington Arms — Union Metallic Cartridge Co. і Winchester у США. У багатьох випадках боєприпаси були упаковані в коробки з написом "For Borchardt and Mauser Automatic Pistols" (англ. "Для автоматичних пістолетів Борхардт та Маузер").